# Okunica
Okunica (nazwa przejściowa – Bartniki) – wieś w Polsce położona w województwie zachodniopomorskim, w powiecie pyrzyckim, w gminie Pyrzyce, przy drodze wojewódzkiej nr 106 Rzewnowo - Stargard - Pyrzyce.

## Historia
Wieś powstała zgodnie z aktem założycielskim podpisanym przez króla Fryderyka II w 1771 r. Posiadała 669 morgów ziemi, osuszonych po obniżeniu o 2,5 m poziomu jeziora Miedwie. Wieś zasiedlono 1 września 1776 przez 23 kolonistów. Na początku XIX wieku były tu 3 duże i 20 małych gospodarstw, ponadto gospodarstwo szkolne, kuźnia, dwie karczmy. Eksploatowano złoża torfu, uprawiano chmiel. W 1855 r. było 293 mieszkańców, 35 domów mieszkalnych, a w 1868 r. 287 mieszkańców. Wieś posiadała stację kolejową od 1882 roku. W latach 1896–1897 wybudowano cukrownię, w latach 1929 - 1932 cukrownia przeszła modernizację. W 1925 r. było 329 mieszkańców, a w 1939 - 314 mieszkańców. Od 1945 r. zmienia się nazwa na Bartniki, Okonica, Okoniewice.
Do 1954 wieś była w gminie Wierzbno-Warnice. W 1964 r. oddano do użytku wiejski dom kultury wraz z biblioteką publiczną. W latach 1954–1972 znajdowała się tu siedziba Gromadzkiej Rady Narodowej Okunica. W latach 1969–1970 r. wybudowano nową szkołę. W kolejnych latach wieś zamieszkana była przez następujące liczby osób: w 1975 - 387, w 1990 - 322, w 2000 - 310, w 2007 - 303.
W latach 1975–1998 miejscowość administracyjnie należała do województwa szczecińskiego.
We wsi był przystanek kolejowy Okunica.